# Kabinett Thorbecke III
Das Kabinett Thorbecke war das dreizehnte Kabinett der Niederlande. Es bestand vom 4. Januar 1871 bis zum 6. Juli 1872.

## Zusammensetzung
| Amt               | Amtsinhaber                                                                                  | Bemerkungen                                                                      |
| ----------------- | -------------------------------------------------------------------------------------------- | -------------------------------------------------------------------------------- |
| Ministerpräsident | Johan Rudolf Thorbecke                                                                       |                                                                                  |
| Auswärtiges       | Louis Gericke van Herwijnen                                                                  |                                                                                  |
| Justiz            | Jolle Albertus Jolles                                                                        |                                                                                  |
| Inneres           | Johan Rudolf Thorbecke Pieter Philip van Bosse (komm.)                                       | bis 4. Juni 1872 ab 4. Juni 1872                                                 |
| Finanzen          | Pieter Blussé van Oud-Alblas                                                                 |                                                                                  |
| Krieg             | Gerardus Petrus Booms Adriaan Engelvaart Lodewijk Gerard Brocx Félix Albert Théodore Delprat | bis 28. Januar 1871 bis 23. Dezember 1871 bis 5. Februar 1872 ab 5. Februar 1872 |
| Marine            | Lodewijk Gerard Brocx                                                                        |                                                                                  |
| Kolonien          | Pieter Philip van Bosse                                                                      |                                                                                  |